# Провадійська
Провадійска річка (Провадийська река) — річка на північному сході Болгарії, названа на честь міста Провадія. 
Бере початок на східних схилах Старої Планини неподалік міста Шумена. Тече Дунайською рівниною здебільшого у південно-східному напрямку, впадає у Білославське озеро поблизу містечка Девня.
Має довжину 119 км та площу басейну 2 132 км². 